# Jennifer Stone
Jennifer Lindsay Stone (Arlington, 12 febbraio 1993) è un'attrice statunitense.
È nota soprattutto per aver interpretato Harper nella serie Disney: I maghi di Waverly, nonché per essere la protagonista nel film di film Disney per la televisione: Harriet the Spy.

## Carriera

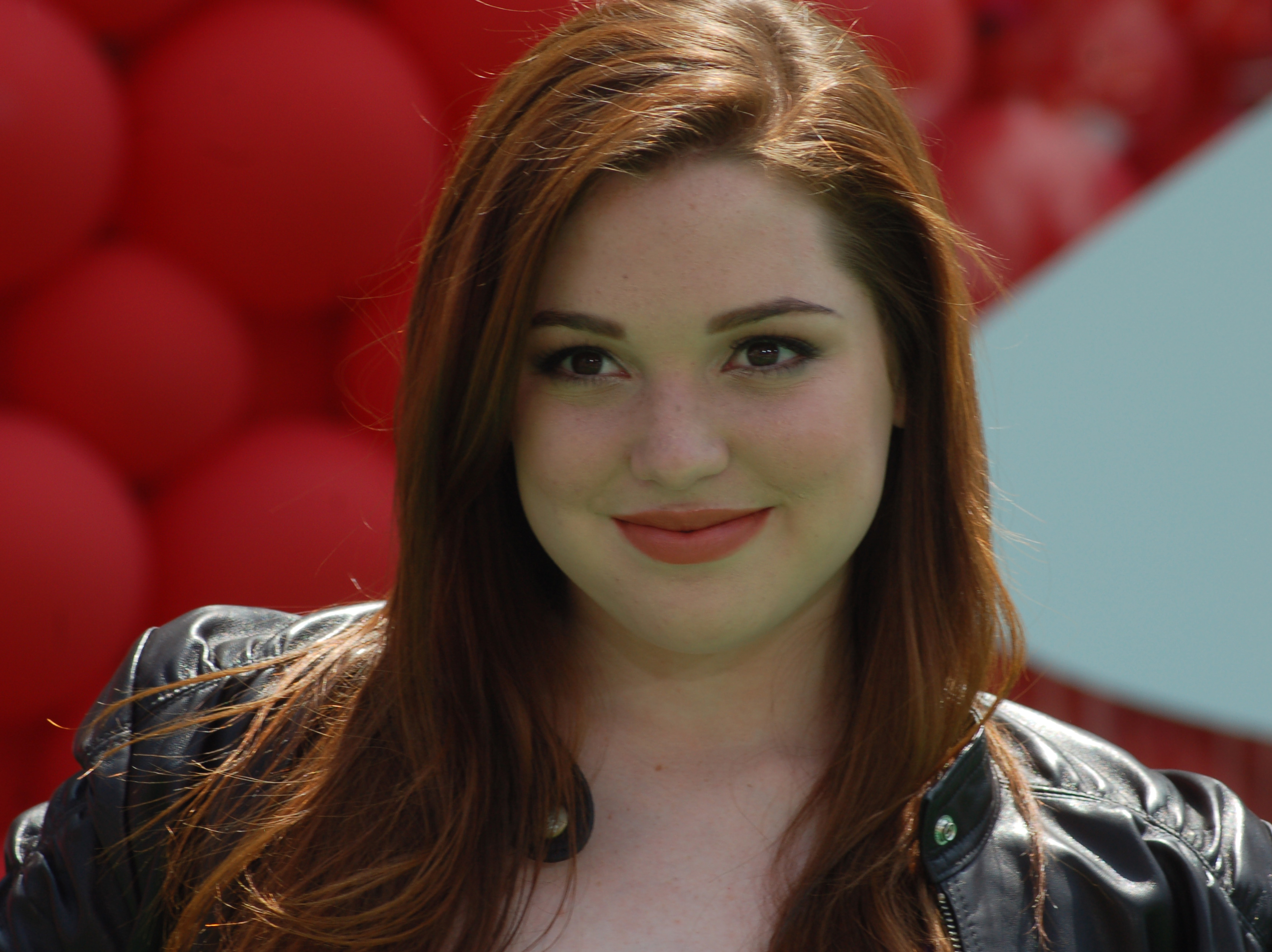
Jennifer Stone (2009)

Inizia la sua carriera da attrice da quando aveva sei anni, dopo aver visto suo fratello in una produzione teatrale, iniziò a fare audizioni per la pubblicità.
Il suo debutto al cinema avviene quando recita al fianco di Robert Duvall e Michael Caine in Secondhand Lions. Dopo aver ricevuto una nomination per il film, nel 2005 appare come guest star nelle serie televisive Line of Fire, Senza traccia e Dr. House - Medical Division.
Dal febbraio 2007 è nel cast de I maghi di Waverly nei panni della migliore amica della protagonista Selena Gomez.
Nel 2010 è la protagonista nel film Harriet the Spy, e l'anno successivo del film Mean Girls 2.

## Filmografia

### Cinema
- Secondhand Lions, regia di Tim McCanlies (2003)
- Un papà da salvare, regia di Paul Hoen (2009)
- Mean Girls 2, regia di Melanie Mayron (2011)
- Nothing left to Fear, regia di Anthony Leonardi III (2013)
- High School Possession, regia di Peter Sullivan (2014)

### Televisione
- Line of Fire – serie TV, episodio 1x08 (2004)
- Dr. House - Medical Division (House M.D.) - Serie TV, episodio 1x16 (2005)
- Senza traccia (Without a Trace) - Serie TV, episodio 4x07 (2005)
- I maghi di Waverly (Wizards of Waverly Place) - Serie TV, 106 episodi (2007-2012)
- I maghi di Waverly: The Movie (Wizards of Waverly Place: The Movie), regia di Lev L. Spiro (2009)
- Harriet the Spy (Harriet the Spy: Blog Wars), regia di Ron Oliver – film TV (2010)
- Body of Proof – Serie TV, episodio 3x03 (2013)
- Il ritorno dei maghi - Alex vs. Alex (The Wizards Return: Alex vs. Alex), regia di Lev L. Spiro – film TV (2013)

### Doppiatrice
- Phineas e Ferb (Phineas and Ferb) - serie animata, episodio 2x17 (2009)
- Generator Rex - serie animata, episodio 3x03 (2011)

## Premi e candidatura
| Anno | Cerimonia                       | Categoria                                                                                            | Nomination                   | Risultati   |
| ---- | ------------------------------- | --- | ---------------------------- | ----------- |
| 2004 | Young Artist Awards             | Best Performance in a Feature Film - Young Actress Age Ten or Younger                                | Secondhand Lions             | Candidato/a |
| 2006 | Young Artist Awards             | "Best Performance in a Television Series (Comedy or Drama) - Guest Starring Young Actress"           | Dr. House - Medical Division | Candidato/a |
| 2008 | Young Artist Award              | Best Young Ensemble Performance in a TV Series" (with Selena Gomez, David Henrie and Jake T. Austin) | Wizards of Waverly Place     | Candidato/a |
| 2012 | Nickelodeon Kids' Choice Awards | Favorite TV Sidekick                                                                                 | Wizards of Waverly Place     | Candidato/a |